# Bédeille, Ariège
Bédeille är en kommun i departementet Ariège i regionen Occitanien i södra Frankrike. Kommunen ligger  i kantonen Sainte-Croix-Volvestre som ligger i arrondissementet Saint-Girons. År 2022 hade Bédeille 76 invånare.

## Befolkningsutveckling
Antalet invånare i kommunen Bédeille
Referens: INSEE